# NGC 788
NGC 788 је лентикуларна галаксија у сазвежђу Кит која се налази на NGC листи објеката дубоког неба.
Деклинација објекта је - 6° 48' 56" а ректасцензија 2h 1m 6,4s. Привидна величина (магнитуда) објекта NGC 788 износи 12,1 а фотографска магнитуда 13,0. NGC 788 је још познат и под ознакама MCG -1-6-25, PGC 7656.